# Jan Łaski (teologo)

Stemma Korab

Jan Łaski (Łask, 1499 – Pińczów, 8 gennaio 1560) è stato un teologo polacco, riformatore, tra i principali fautori del cosiddetto accordo di Sandomierz.

## Biografia
Ordinato sacerdote nel 1521, grazie all'aiuto dello zio Jan Łaski (1456-1531), divenne cancelliere reale. Nel 1524 accompagnò suo fratello Hieronim Łaski in Italia e di qui a Bruxelles, ove conobbe Erasmo da Rotterdam. Iniziò a distaccarsi dal cattolicesimo e a propugnare la Riforma; ben presto divenne seguace di Filippo Melantone.
Nel 1538 si recò a Lovanio ed Emden, dove prese ad amministrare la Chiesa secondo le sue norme spesso in contrasto con il luteranesimo. Nel 1550 si recò in Inghilterra, dove fu sovrintendente delle comunità europee lì emigrate, ma dovette tornare in Polonia nel 1556, dopo aver tentato inutilmente di stabilirsi in Danimarca e Germania. La dottrina che proseguì da quel momento diede alla luce nel 1572 un importantissimo accordo tra fratelli boemi, calvinisti e luterani: l'accordo di Sandomierz.